# Erik Bohrn
Erik Andreas Bohrn, född 8 december 1906 i Stockholm, död 7 december 1993 i Visby, var en svensk antikvarie.
Bohrn, som var son till tandläkare Oscar Bohrn och Thérese Widström, avlade studentexamen 1925 samt blev filosofie kandidat 1929, filosofie licentiat 1937 och filosofie doktor vid Stockholms högskola 1941. Han blev amanuens på Nordiska museet och Skansen 1930, på Södermanlands länsmuseum 1931, Gotlands fornsal 1933, Statens historiska museum och Riksantikvarieämbetet 1934, blev amanuens vid Riksantikvarieämbetet 1946, antikvarie 1954 och var chef för byggnadsminnesavdelningen där från 1970. Han var ordförande i föreningen Sveriges Yngre Museimän 1947. Han utgav Nyköpings renässansslott och Herkules Mida (doktorsavhandling 1941) och skrev kyrkobeskrivningar i verken Sörmländska kyrkor, Upplands kyrkor och Sveriges kyrkor. Han var biträdande redaktör i tidskriften Fornvännen 1953–1960.